# Wilczy Kąt

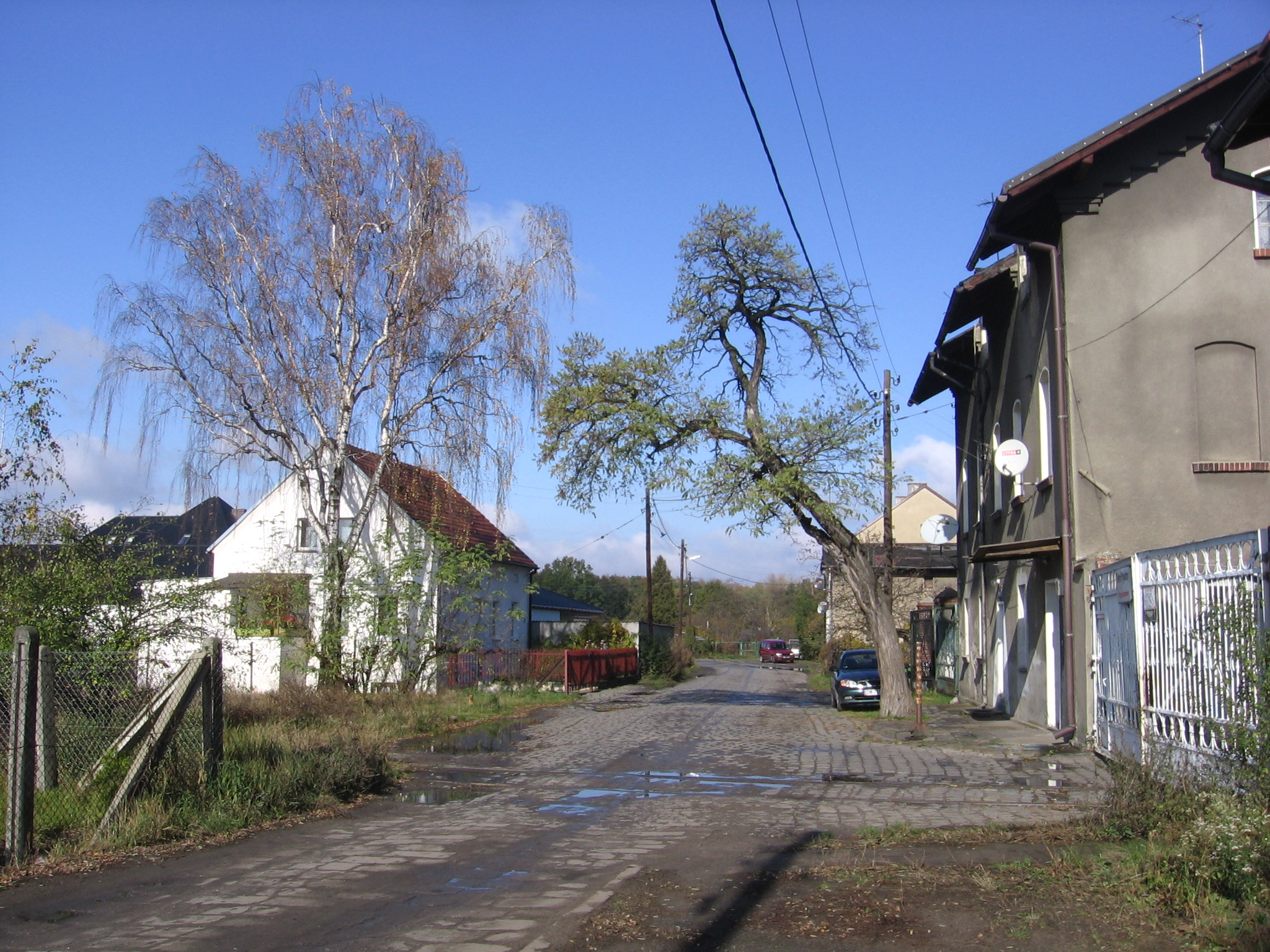
Zabudowania mieszkalne w Wilczym Kącie; widoczna po prawej brama oraz tory kolejowe przez ulicę prowadzą na teren dawnej chłodni

Wilczy Kąt – niewielkie osiedle we wschodniej części Wrocławia, na lewym brzegu Oławy, zaliczane do  byłej dzielnicy Krzyki. Od północy ograniczone zakolem Oławy, od południowego zachodu – głównym traktem w stronę miasta Oława (ul. Krakowska), a od południowego wschodu – Parkiem Wschodnim.

## Historia
Teren włączono w granice miasta Wrocławia 19 listopada 1808 w ramach Städteordnung (dużej akcji "porządkowania miasta" – przyłączania do Wrocławia jego przedmieść, operacji wynikającej z polecenia wydanego przez zwycięskie wojska napoleońskie likwidacji fortyfikacji miejskich). Kilkanaście lat później powstały tu pierwsze zabudowania, a nazwę Wolfswinkel zaczęto stosować w II połowie XIX wieku. W roku 1885 zbudowana tu została chłodnia (Breslauer Eiswerke, później rozbudowana, również po II wojnie światowej wykorzystywana do tych samych celów, ostatnio przez spółkę "Nordis" Chłodnie Polskie, zburzona latem 2007], powstała też wytwórnia kawy zbożowej z cykorii (Hillmann&Kirchner Caffee-Surrogat-Fabrik) i bielarnia.
Obecnie prócz kilku podmiejskich domów z przełomu XIX i XX wieku znajdują się tu ogródki działkowe (POD "Oławka") i stadion sportowy (KS "Burza"). Przez rzekę Oława przerzucona jest Kładka Siedlecka, umożliwiająca przejście do Lasu Rakowieckiego.

## Osiedle w kulturze
Akcja książki Wacława Grabkowskiego: Dzieci z Wilczego Kąta, dzieje się właśnie w Wilczym Kącie.